# Atlantic Media
Atlantic Media ist ein privater amerikanischer Medienkonzern im Besitz von David G. Bradley. Er gibt die Zeitschriften The Atlantic, Government Executive und Defense One heraus. Die Tochtergesellschaft National Journal Group gibt das National Journal, The Hotline, National Journal Daily und Technology Daily heraus. Von 1984 bis 2014 erschien bei Atlantic Media The Almanac of American Politics und von 2012 bis 2018 gehörte dem Konzern die Website Quartz.

## Geschichte
1997 übernahm David G. Bradley die National Journal Group und 1999 die traditionsreiche Atlantic Monthly. Im Jahr 2012 wurde die Website Quartz (qz.com) veröffentlicht, die 2018 von Atlantic Media an das japanische Unternehmen Uzabase verkauft wurde.